# یلوه نوک‌رنگی
یلوه نوک‌رنگی (نام علمی: Neocrex erythrops) گونه‌ای از پرندگان از خانواده یلوگان است.

## آرایه‌شناسی و ریشه‌شناسی
نام آن از نوک قرمز روشن آن گرفته شده است.

## ویژگی‌ها
اندازه آن به‌طور میانگین ۱۸ تا ۲۰ سانتیمتر (۷٫۱ تا ۷٫۹ اینچ) است. یکی از آنها با طول بال‌های حدود ۲۰۰ میلی‌متر، قلم پا (تارسوس) ۲۸ میلی‌متر و وزن ۴۳ گرم گرفته شد

## پراکندگی
یلوه نوک‌رنگی در آرژانتین، بولیوی، برزیل، کلمبیا، کاستاریکا، اکوادور، گویان فرانسه، گویان، پاناما، پاراگوئه، پرو، سورینام، ترینیداد و توباگو و ونزوئلا یافت می‌شود. یک رکورد از این پرنده در ایالات متحده وجود دارد. زیستگاه‌های طبیعی آن مرتع پست، مرداب‌ها و مراتع فصلی مرطوب یا سیل‌زده در مناطق نیمه گرمسیری یا گرمسیری است.

## رفتار
این گونه شب‌زی hsj، عمدتاً در طول شب فعال است، و به پخش صدا پاسخ نمی‌دهد.

## نگارخانه

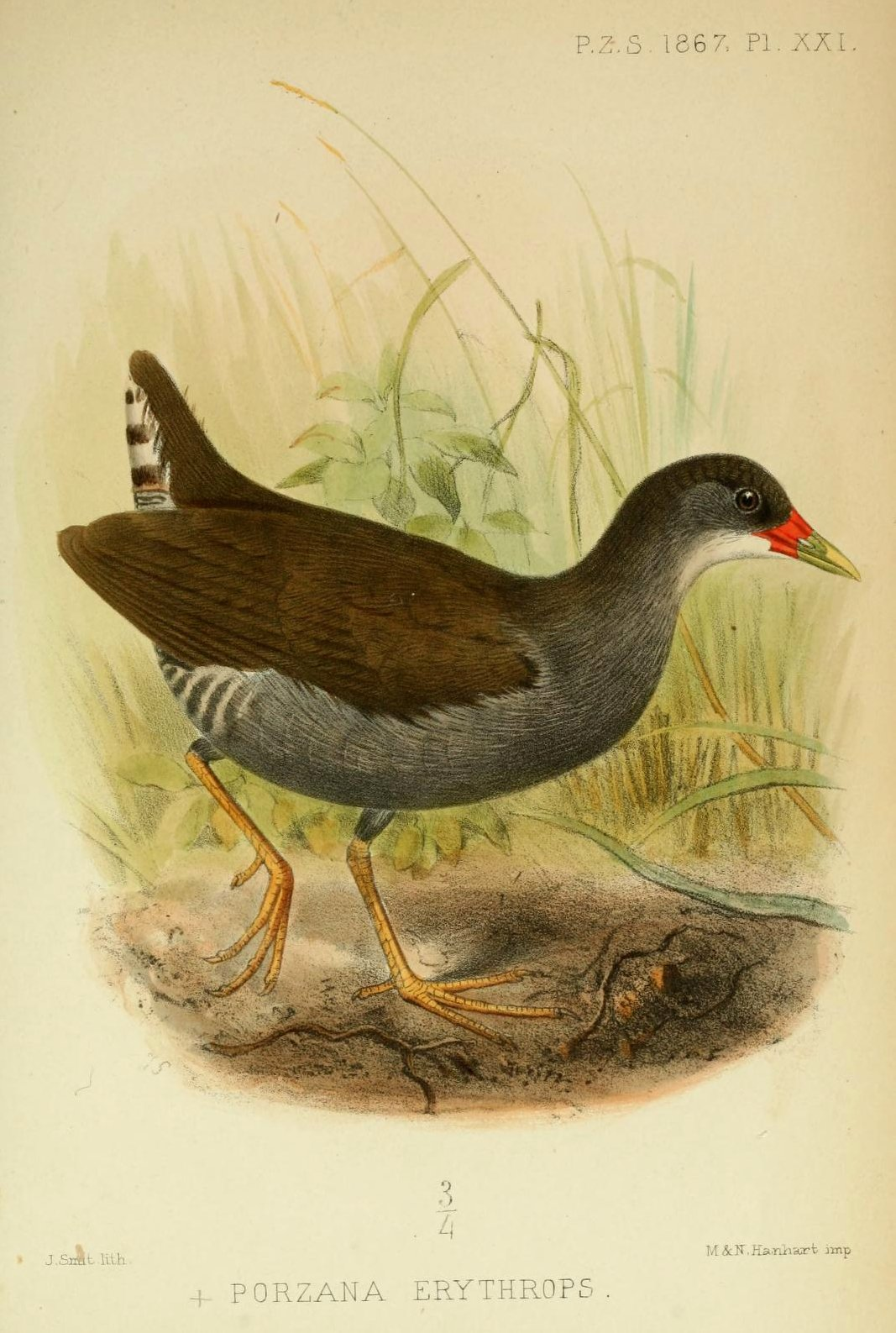
297x297پیکسل
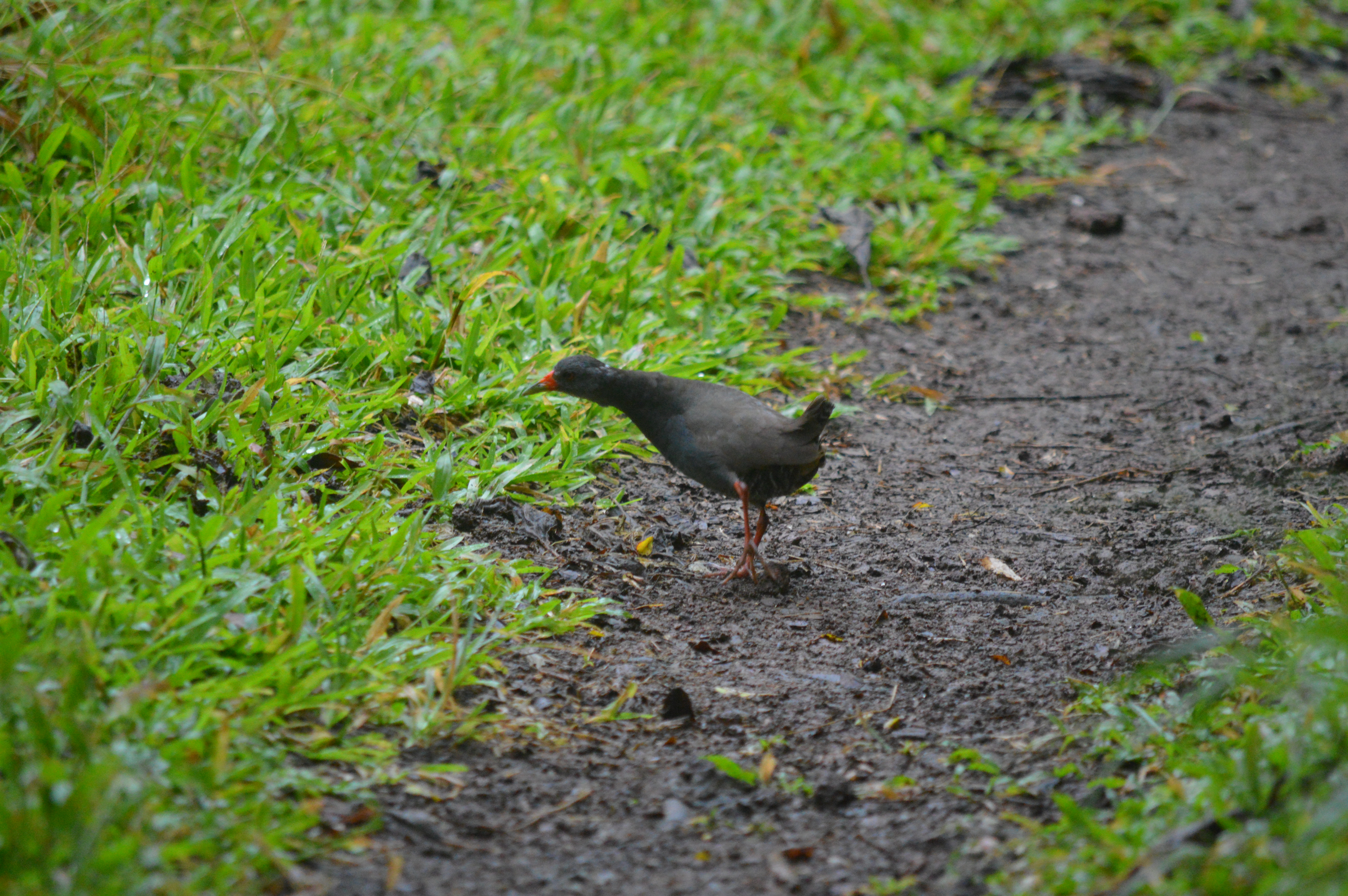
یلوه نوک‌رنگی در جزیره فلورانا در مجمع الجزایر گالاپاگوس